# Ljoedmila Oelitskaja

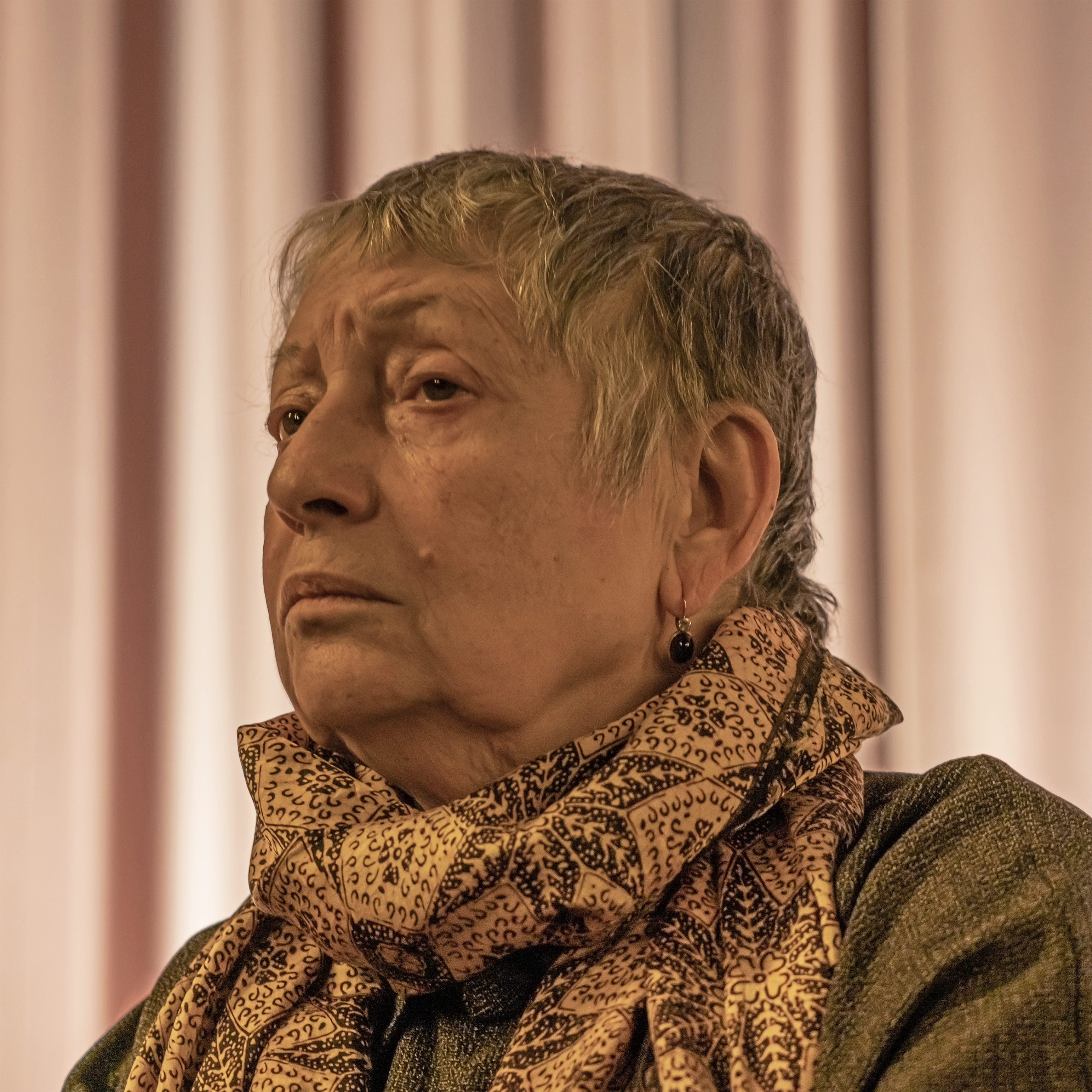
Ljoedmila Oelitskaja

Ljoedmila Jevgenjevna Oelitskaja (Russisch: Людмила Евгеньевна Улицкая) (Davlenkanovo, Basjkirostan, 23 februari 1943) is een modernistisch Russisch schrijfster van romans en korte verhalen.

## Leven en werk
Oelitskaja groeide op in Moskou, waar ze biologie studeerde aan de Universiteit van Moskou. Daarna werkte ze aan het Academie-instituut te Moskou als wetenschapster op het terrein van de genetica en biochemie.
Oelitskaja begon haar literaire carrière in de jaren tachtig als schrijfster voor het ‘Joods Theater’ en als scenarioschrijfster voor de film. Haar eerste novelle, Sonetjska (1992), was meteen een groot succes en de start van een snelle literaire carrière, ook internationaal. Haar bekendste roman is Reis naar de zevende hemel (2002): de geschiedenis van de Russische artsenfamilie Koekotski, een verhaal waarin het begrip vrijheid op alle mogelijke manieren centraal staat. Oelitskaja’s boeken werden in vele landen vertaald, ook in het Nederlands. Haar werk werd ook veelvuldig onderscheiden, onder meer met de Russische Bookerprijs (2002), de Orde van de Academische Palmen (2003), de Orde van Kunst en Letteren (2004) en de Man Booker International Prize (2009).

## Werken in Nederlandse vertaling
(jaartallen zijn verschijningsdata Nederlandse vertalingen)
- Sonjetsjka (Сонечка, 1998)
- Medea en haar kinderen (Медея и ее дети, 1997)
- Een vrolijke begrafenis (Веселые похороны, 1997)
- Reis naar de zevende hemel (Казус Кукоцкого, 2002)
- Vrouwenleugens (Сквозная линия, 2007)
- Een Russische geschiedenis (Зеленый шатер, 2014)